# Phegornis mitchellii
Phegornis mitchellii é uma espécie de ave da família Charadriidae. É o único membro do género Phegornis.
Pode ser encontrada nos seguintes países: Argentina, Bolívia, Chile e Peru.
Os seus habitats naturais são: campos rupestres subtropicais ou tropicais e pântanos.